# ليسوم سانغي
ليسوم سانغي (الاسم العلمي: Illicium tsangii) هو نوع نباتي يتبع جنس الليسوم من فصيلة الشزندرية.